# 中央郵便局 (ダブリン)

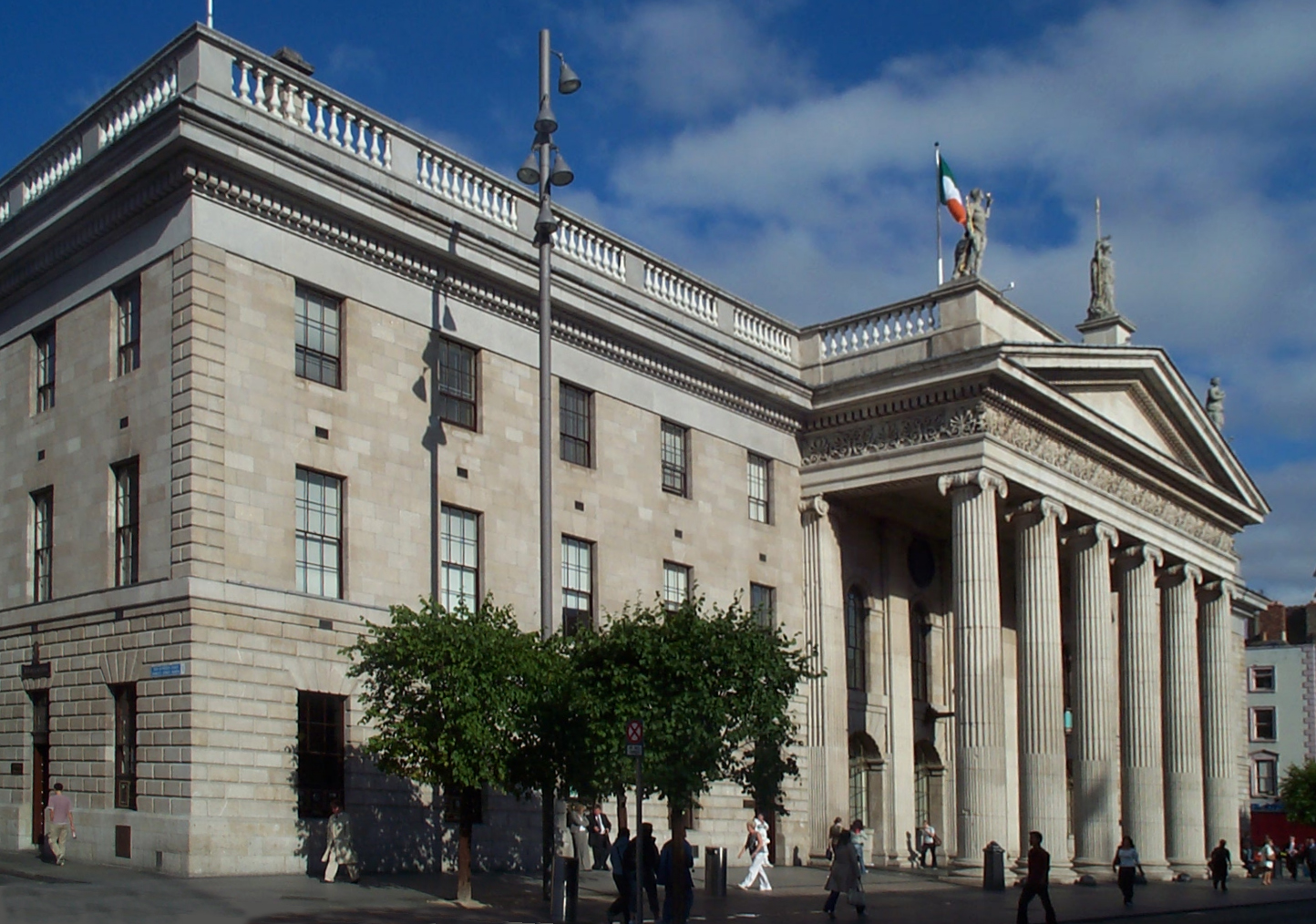
中央郵便局、2006年撮影

中央郵便局（アイルランド語: Ard-Oifig an Phoist）はアイルランド郵便の本部であり、ダブリン市内の主要郵便局でもある。一般的には GPO (General Post Office の略) と呼ばれている。市内中心部のオコンネル通に所在し、アイルランドの中でも最も有名な建物の一つであり、首都に建てられた最後のジョージ王朝様式公共建築物でもある。

## 建築
中央郵便局は当初はデーム通の小さな建物にあったが、後にカレッジ・グリーンのアイルランド銀行の対面にある大きな建物へ移転された。そして1818年1月6日、サックビル通（現在のオコンネル通）に現在の建物が開業した。建物の礎石は建築家フランシス・ジョンストンによって製作され、1814年8月12日にチャールズ・ウィトウォースによって据えられている。建築のペースは遅く3年間の年月と5万ポンドの費用を要した。幅67.1メートルの玄関は6本のイオニア式縦溝彫り（直径137.16cm）のポルチコ（幅24.4m）を備えている。エンタブラチュアの帯状装飾は高貴に飾られ、ペディメントのティンパヌムにロイヤルアームスがあったが、1920年代の修復の際に撤去されている。ペディメントのアクロテリオンはジョン・スミスによる製作で、右側にケーリュケイオンと財布を持ったマーキュリー、左側は指先を唇に置き鍵を手に持ったフィデリティ、そして中央は槍を横たえハープを持ったヒベルニアになっている。アーキトレーブを除いたエンタブラチュアは玄関の残りに沿って続いているが、縦溝彫りはポルチコ全体を覆ってはいない。均整のとれた手摺が建物のコーニスの上を覆っており、これは地上15.2mになる。ポートランド石で作られたポルチコを除き、全体は花崗岩で作られている。三階建てで、一階と地下室は粗面積みになっており、この点はロンドンのインディアンハウスに似ている。

## 歴史
1916年のイースター蜂起の際には中央郵便局は蜂起軍の司令部となった。英軍の攻撃によって建物は激しく損傷し、アイルランド自由国政府が成立してから数年経つまで修復は行われなかった。外面の柱には銃弾の穴が残されている。蜂起の際に読み上げられた共和国樹立宣言の写しが切手収集事務所に展示されている。建物はアイルランド民族主義とアイルランド史の象徴となっている。蜂起を記念して、神話的英雄クー・フーリンの死を描いた彫刻が建物の前に収められている。この彫刻は1966年発行の10アイルランドシリングとBシリーズ紙幣にも描かれた。ここはアイルランドの自由の聖地として有名な場所ではあるが、1980年代までイギリスとアメリカの地権者に地代を支払っていた。
1928年から1960年代までラジオ放送局2RN（後のラジオ・エーラン）が中央郵便局内に置かれていた。Prize Bondの引き出しが毎週金曜日にこの建物で行われている。2008年にアイルランド政府はイースター蜂起記念館、郵便学資料館、ダブリン資料館を合併して、現在の2か所の中庭を大きな公共スペースとして将来の大統領就任式に使用することを提案している。
以前はネルソン記念柱が中央郵便局の隣にあったが、1966年にIRAによって爆破されている。現在この場所にはダブリン尖塔が建っている。

## ギャラリー

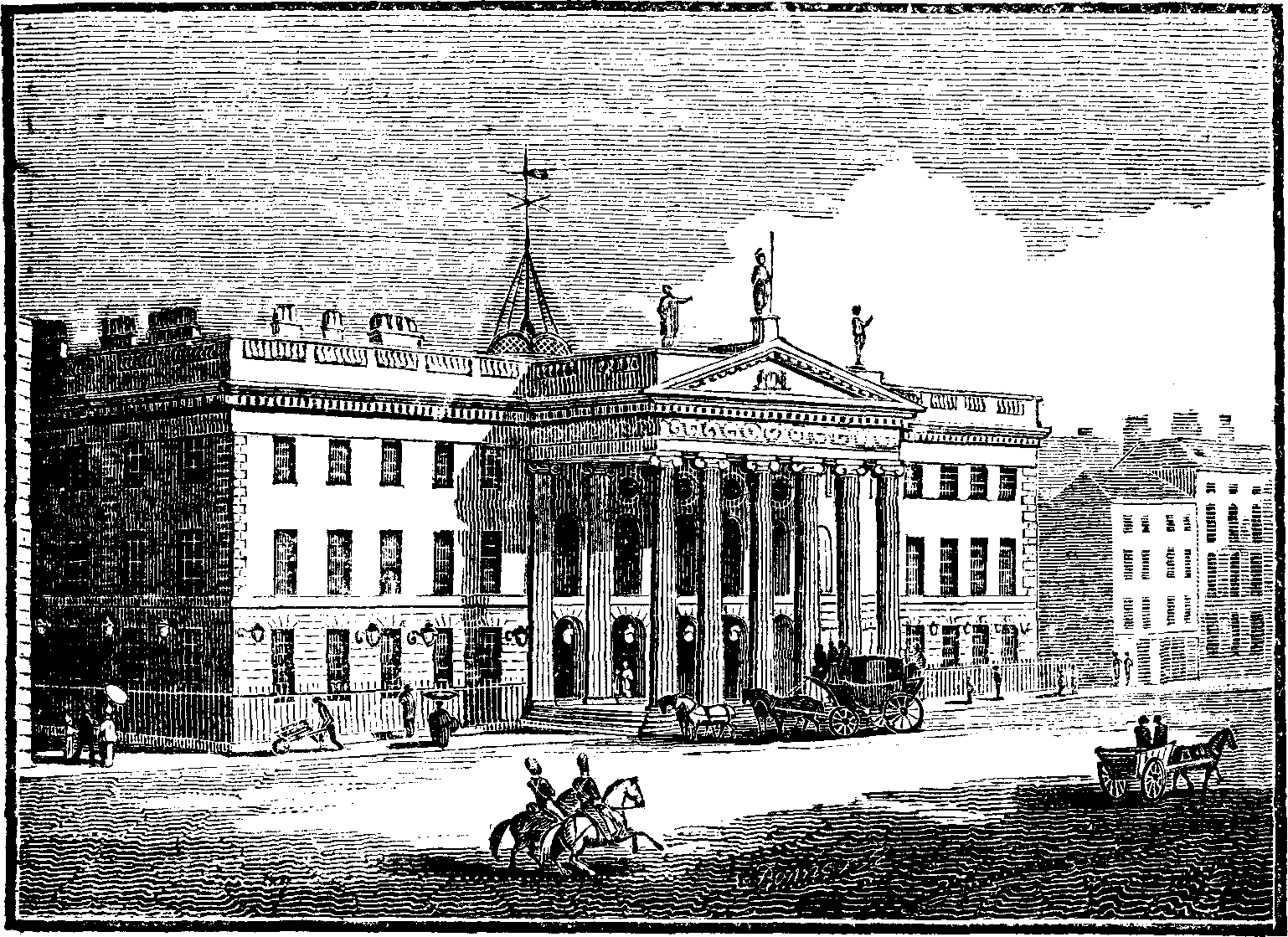
1827年頃の中央郵便局
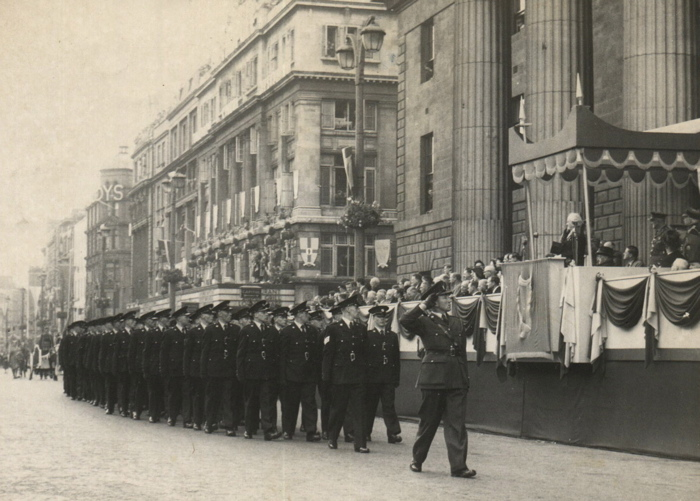
中央郵便局前を行進する新人警察官。1954年
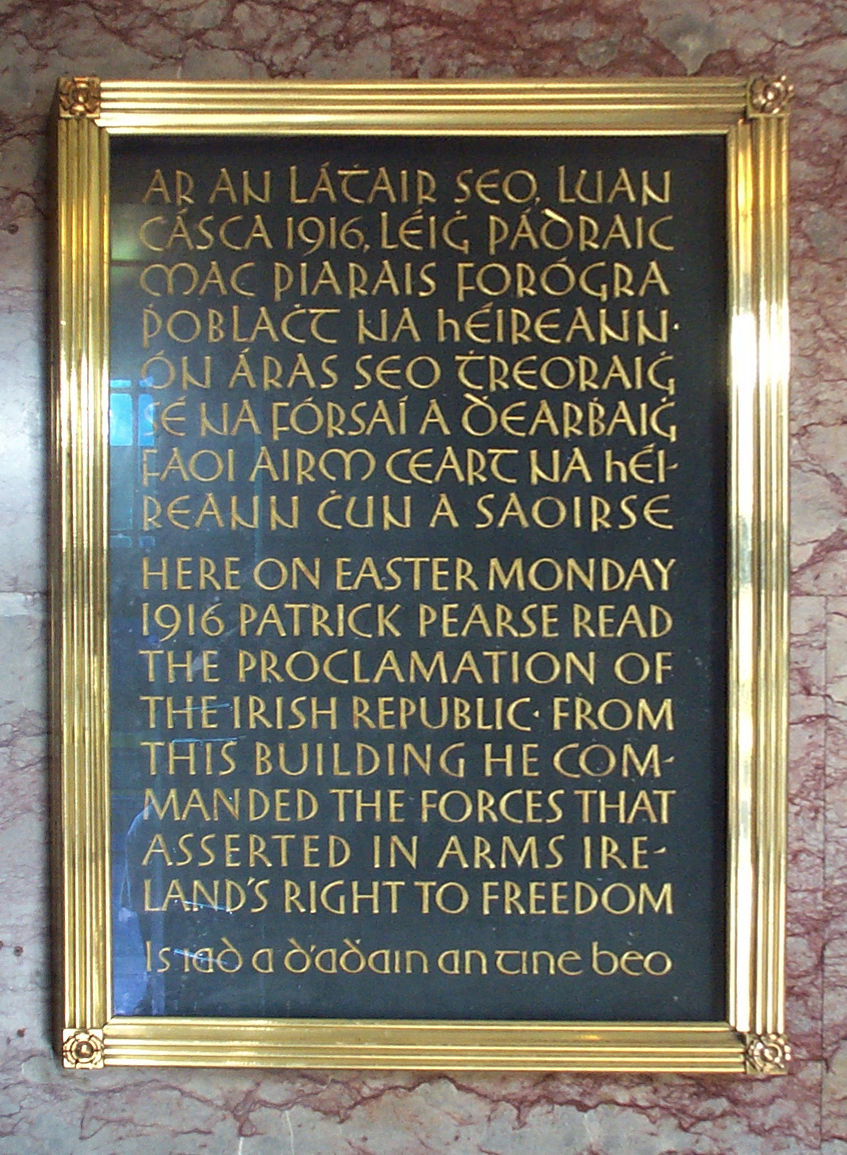
中央郵便局内にあるイースター蜂起を記念する飾り板、アイルランド語はゲール文字で英語は通常のラテン文字で書かれている
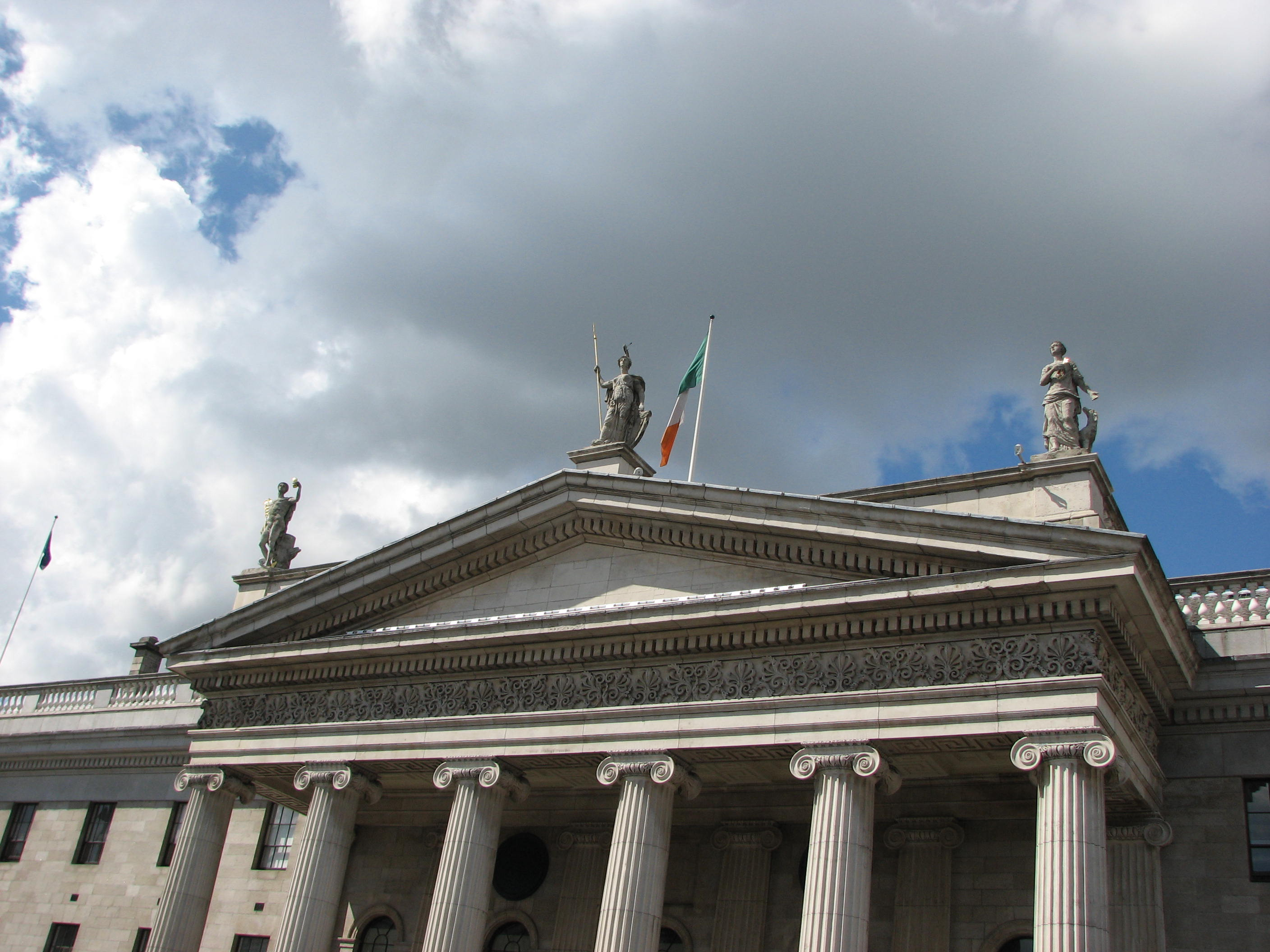
ダブリン中央郵便局。2007年撮影。